# L'Abîme de l'Enfer
Pour plus de détails, voir Fiche technique et Distribution.
L'Abîme de l'Enfer (Ostatnia wieczerza, La Dernière Cène) est un film polonais réalisé par Bartosz M. Kowalski, sorti en 2022.

## Synopsis
En 1957, des policiers sauvent un bébé qu'un prêtre était sur le point de tuer. Trente ans plus tard, Marek entre dans un monastère pour assister à un exorcisme. En réalité, il enquête sur les agissements des moines alors que des femmes disparaissent dans les environs.

## Fiche technique
- Titre original : Ostatnia wieczerza
- Titre français : L'Abîme de l'Enfer
- Réalisation : Bartosz M. Kowalski
- Scénario : Bartosz M. Kowalski et Mirella Zaradkiewicz
- Musique : Carl-Johan Sevedag
- Photographie : Cezary Stolecki
- Montage : Jakub Kopec
- Production :
- Producteur Exécutif :
- Sociétés de production : Akson, Netflix
- Genre : Fantastique, horreur
- Durée : 91 minutes
- Dates de sortie : 26 octobre 2022

## Distribution
- Piotr Żurawski (VF : Laurent Blanpain) : Marek
- Olaf Lubaszenko : le prieur Andrzej
- Sebastian Stankiewicz : le moine Piotr
- Lech Dyblik : le moine Antoni
- Rafał Iwaniuk : le moine Dawid
- Krzysztof Satala : un jeune moine
- Malwina Dubowska : la jeune fille
- Zbigniew Waleryś : le prêtre
- Wojciech Niemczyk : un policier
- Kamil Pardo : un policier

## Production

### Genèse et développement
Bartosz M. Kowalski avait déjà réalise pour Netflix le slasher Nobody Sleeps in the Woods Tonight: Partie 1,. L'Abîme de l'Enfer est prévu pour sortir peu avant Halloween. L'histoire se déroule pendant les années 1980 et il est fait allusion à l'affaire Jerzy Popiełuszko.

### Choix des interprètes
Le rôle principal est donné à Piotr Żurawski, qui a déjà joué dans Spoor, Anatomia ou Exterminator.
On retrouve dans la distribution l'acteur Sebastian Stankiewicz déjà vu dans des productions Netflix telles que la série Sexify ou le film Le Fléau de Breslau.

### Tournage
Le film est tourné à l'Abbaye de Lubiąż en Silésie.